# Фред Паронуцци
Фред Паронуцци (2 июня 1967 года; Савойя) — современный французский писатель.

## Биография
Его первый роман «10 3/4» (фр. 10 ans 3/4; 2003) был в числе выбранных читателями на фестивале «Первого романа» в Шамбери в 2004 году. В этом романе он описывает жизнь юного итальянского иммигранта, переехавшего в маленькую савойскую деревеньку, в середине 1970 г. Через этот детский взгляд, автор нам предлагает приятный-горький рассказ...

## Список произведений
1. «10 и 3/4» / фр. 10 ans 3/4 (2003)
2. «Как если бы они были красивы» / фр. Comme s'ils étaient beaux (2005)
3. «Письмо Флоры» / фр. La Lettre de Flora (2007)
4. «Мины» / фр. Terrains Minés (2010)
5. «Грузовой за Берлин» / фр. Un Cargo pour Berlin (2011)